# Aquaman
Aquaman ou Homem-Aquático é um super-herói das histórias em quadrinhos americanas da DC Comics. Criado por Paul Norris e Mort Weisinger, o personagem estreou na revista More Fun Comics #73 (novembro de 1941, apesar de constar na capa "novembro", More Fun Comics #73 chegou às bancas dos EUA em 25 de setembro de 1941.). Inicialmente um herói secundário em títulos da antologia da DC, Aquaman depois estrelou em vários volumes como herói principal. Durante o final dos anos 1950 e 1960, período do renascimento dos super-heróis, conhecido como Era de Prata dos Quadrinhos, ele era um membro fundador da Liga da Justiça da América. Na década de 1990, a Era Moderna dos Quadrinhos, o personagem Aquaman tornou-se mais sério do que na maioria das interpretações anteriores, com enredos que descrevem o peso de seu papel como o rei da Atlântida.
Aquaman foi adaptado para as telas muitas vezes, aparecendo pela primeira vez na animação de 1967, The Superman/Aquaman Hour of Adventure e, em seguida, no programa relacionado com os Super Friends. Desde então, ela tem aparecido em várias animações produzidas, incluindo papéis proeminentes nas séries dos anos 2000, Justice League Unlimited e Batman: The Brave and the Bold, bem como nos vários filmes do DC Universe Animated Original Movies. O ator Alan Ritchson também interpretou o papel no live-action para a série de televisão Smallville. Jason Momoa interpretou o personagem no filme Liga da Justiça (2017) e retoma o papel no filme solo Aquaman, de 2018.

## História da publicação
Durante os anos 1930 e anos 1940 - um período que fãs e historiadores chamam de Era de Ouro dos Quadrinhos - a primeira versão do Aquaman foi criada pelo escritor Mort Weisinger e pelo artista Paul Norris, aparecendo como herói secundário na More Fun Comics #73-107 da DC Comics (novembro de 1941 - fevereiro de 1946), depois que a série mudou para histórias de super-heróis e deixou de ser uma revista de humor. Depois de cinco anos de aventuras curtinhas na More Fun Comics e com o cancelamento da revista, Aquaman se mudou para outra antologia da DC, a Adventure Comics #103-284 (abril de 1946 - maio de 1961) onde permaneceu por 14 anos como complemento para as aventuras do Superboy.
Logo após a estreia do personagem, Louis Cazeneuve sucedeu Norris se tornando o artista mais longevo a trabalhar nas aventuras do herói submarino da Era de Ouro. Cazeneuve estreou em "Aquaman" na More Fun Comics #82 (agosto de 1942), e continuou com o personagem até a edição #107 (fevereiro de 1946), e sua subsequente mudança para a Adventure Comics #103-117, 119-120, 124 (abril de 1946 - junho de 1947, agosto-setembro 1947, janeiro 1948). Os primeiros personagens coadjuvantes na história foram várias criaturas do mar, incluindo Ark, uma foca de estimação que apareceu em várias das aventuras de Aquaman em 1940, e Topo, o polvo de estimação de Aquaman, que apareceu pela primeira vez na Adventure Comics #229 (outubro de 1956).
O escritor Robert Bernstein e a desenhista Ramona Fradon, uma das poucas mulheres artistas de quadrinhos da época, introduziu a versão de Aquaman da Era de Prata na Adventure Comics #260 (maio de 1959), fornecendo uma origem nova substancialmente diferente para o personagem. Bernstein roteirizou pelo menos até a edição #282 (março de 1961), introduzindo personagens tão importantes como Aqualad e Aquagirl, enquanto a arte de Fradon estabeleceu a aparência de Aquaman durante vários anos. Aquaman continuou a aparecer nas Adventure Comics até a edição de #284 (maio de 1961), quando o quadrinho se mudou para a Detective Comics das edições #293-300 (julho de 1961-fevereiro de 1962), depois para a World's Finest Comics das edições #125-139 (maio de 1962-fevereiro de 1964).
Surpreendentemente, Aquaman levou quase 20 anos para realmente aparecer na capa de uma revista em quadrinhos. Isso não aconteceu até Brave and the Bold #28 (a estreia da Liga da Justiça, 1960).
Depois de quatro edições testes na bimestral Showcase (#30-33, fev-ago de 1961), Aquaman ganhou sua própria série pela primeira vez com a publicação de Aquaman #1 (jan-fev de 1962). Esta série durou 56 edições (fevereiro de 1962 - abril de 1971) e é retroativamente chamada de Aquaman vol. 1.
A maioria das primeiras aventuras de Aquaman na Era de Prata foram escritas por George Kashdan e Bob Haney, enquanto Nick Cardy substituiu Ramona Fradon como o artista principal de Aquaman. Com Aquaman #40, a equipe do artista-escritor Steve Skeates e Jim Aparo trouxe novos níveis de sofisticação para os personagens e às histórias.
A série original Aquaman terminou com a edição #56 (Mar-Abr de 1971). Aquaman participara novamente da Adventure Comics #435-437 e #441-452, desta vez como a história principal na maioria destas edições. A série Aquaman foi reiniciada com a edição #57 (agosto-setembro de 1977) e durou até a edição #63 (agosto-setembro de 1978), quando foi cancelada, após essa não ter série oficial há quase uma década. Aquaman continuou a aparecer na Adventure Comics #460-466, quando sua história se mudou para a World's Finest Comics nas edições #262-264, e volta para a Adventure Comics (pela última vez) nas edições #475-478. Aquaman apareceu em uma história complementar na Action Comics, que ele compartilhou com Eléktron e Air Wave em várias edições. Durante todo esse tempo, Aquaman também apareceu em várias séries (tais como Liga da Justiça, Os Bravos e os Destemidos, World's Finest Comics e DC Comics Presents), em parceria com outros super-heróis.
Uma minissérie de quatro edições, Aquaman vol. 2, foi lançada em 1986 (fevereiro-maio) com uma sequência one-shot, Aquaman Especial (1988). Outra one-shot, The Legend of Aquaman #1 (1989), foi lançada, seguida por uma minissérie de cinco edições, Aquaman vol. 3 (junho-outubro de 1989). Uma segunda série contínua, Aquaman vol. 4, publicou 13 edições (dezembro de 1991 - dezembro de 1992).
Nesse ponto, Peter David tornou-se o escritor principal de Aquaman durante vários anos, baseando seu trabalho na longa história de Atlântida em sua Atlantis Chronicles (1990) de sete edições. Depois de mais uma minissérie, Aquaman: Time and Tide (dezembro de 1993 - fevereiro de 1994, com duas edições no último mês), Aquaman apareceu em seu título solo de maior duração, Aquaman vol. 5, tendo 77 edições de #1-75 (agosto de 1994 - janeiro de 2001), mais uma edição #0 (outubro de 1994), publicada entre a #2 e a #3, e uma edição #1.000.000 (nov. de 1998), publicada entre a #49 e a #50. Esta série também gerou cinco anuais, datando de julho de 1995 a setembro de 1999. Após o cancelamento, a história de Aquaman foi rapidamente desenvolvida no enredo da Era Obsidiana, na Liga da Justiça #66-78. A próxima série em curso, Aquaman vol. 6, publicou 39 edições (fevereiro de 2003 - abril de 2006), antes de ser renovada para Aquaman: Sword of Atlantis, que durou um período adicional de 18 edições, #40-57 (maio de 2006 - dezembro de 2007).
Aquaman (Volume 7) foi uma das séries regulares do selo Os Novos 52 publicada após a saga Ponto de Ignição. A série protagonizava Aquaman e Mera. A série foi publicada entre Novembro de 2011 e Julho de 2016 e contou com 55 edições (#1–52 mais a edição #0 e as edições 23.1–23.2), além de 2 Anuais (2013 e 2014) e o especial Aquaman: Futures End #1.
Aquaman (Volume 8) é a atual série regular do Rei dos Mares e faz parte da nova iniciativa da DC, Renascimento iniciada em 2016. A nova série foi iniciada através do especial de lançamento, Aquaman: Rebirth #1 publicado em 8 de Junho de 2016 e foi seguido pela edição #1 de Aquaman lançada em 22 de Junho de 2016.
| Volume   | Formato       | Datas de publicação                  | Edições                                                             | Publicação no Brasil |
| -------- | ------------- | ------------------------------------ | ------------------------------------------------------------------- | --- |
| Volume 1 | Série Regular | Fevereiro de 1962 - Setembro de 1978 | 63 (1-63)                                                           | Algumas edições da série foram publicadas pela EBAL. |
| Volume 2 | Minissérie    | Fevereiro de 1986 - Maio de 1986     | 4 (1-4)                                                             | A editora Abril publicou a minissérie na revista Superamigos, números 31 a 34. |
| Volume 3 | Minissérie    | Junho de 1989 - Outubro de 1989      | 5 (1-5)                                                             | A história foi publicada pela Abril na edição nº 7 da revista mensal DC Especial de Junho de 1991: Aquaman - A Reconquista da Atlântida. |
| Volume 4 | Série Regular | Dezembro de 1991 - Dezembro de 1992  | 13 (1-13)                                                           | Inédita no Brasil. |
| Volume 5 | Série Regular | Agosto de 1994 - Janeiro de 2001     | 77 (0-75; 1,000,000) mais 5 Anuais e 1 especial                     | Algumas edições da série foram publicadas pela Abril. |
| Volume 6 | Série Regular | Fevereiro de 2003 - Dezembro de 2007 | 57 (Aquaman 1-39; Aquaman: Sword of Atlantis 40-57) mais 1 especial | Boa parte da série ainda é inédita no Brasil. A Panini publicou na revista Superman & Batman entre Junho de 2007 e Maio de 2008 as edições originais dos números 40–51 de Aquaman: Sword of Atlantis. A edição especial saiu na revista Super-Homem: O Homem de Aço n° 17 de junho de 2000.                                           |
| Volume 7 | Série Regular | Novembro de 2011 - Julho de 2016     | 55 (1-12; 0; 13-52) mais 2 Anuais e 1 Especial                      | A fase dos Novos 52, saiu pela Panini como parte da revista mensal Universo DC – 3ª Série entre Junho de 2012 e Fevereiro de 2017. A edição especial foi publicada em Fim dos Tempos: Universo DC de Junho de 2015. Os 2 Anuais saíram como parte das revistas Universo DC – 3ª Série nº 26 (Setembro de 2014) e 37 (Agosto de 2015). |
| Volume 8 | Série Regular | Agosto de 2016 - presente            | Em publicação                                                       | As edições da nova fase, chamada Renascimento, está sendo publicada pela Panini desde Junho de 2017. |

## Biografia fictícia do personagem

### Era de Ouro
A primeira história da origem de Aquaman foi apresentada em flashback em sua estreia na More Fun Comics #73 (Novembro de 1941), narrada pelo próprio personagem:
| “ | A história deve começar com meu pai, um famoso explorador submarino—se eu falasse o nome dele, você iria reconhecê-lo. Minha mãe morreu quando eu era bebê, e ele voltou para o seu trabalho de resolver os segredos do oceano. Sua maior descoberta foi uma cidade antiga, no fundo do mar ,onde nenhum mergulhador já havia entrado. Meu pai acreditava que era o reino perdido de Atlântida. Ele construiu uma casa à prova d'água em um dos palácios e viveu lá, estudando os registros e dispositivos de sabedoria maravilhosa da raça. A partir dos livros e registros, ele aprendeu as formas de me ensinar a viver sob o oceano, puxando o oxigênio da água e usando todo o poder do mar para me fazer maravilhosamente forte e rápido. Treinando e uma centena de segredos científicos, me tornei o que você vê—um ser humano que vive e prospera debaixo d'água. | ” |

Em suas primeiras aparições na Era de Ouro, Aquaman podia respirar debaixo d'água com brânquias, tinha força sobre-humana que lhe permitiam nadar em altas velocidades e podia se comunicar com vida do mar e mandá-los fazer o que quisesse. Inicialmente, ele foi descrito com a capacidade de falar com as criaturas do mar "na sua própria língua" ao invés de telepatia, e só quando estavam perto o bastante para ouvi-lo. Embora ele fosse muitas vezes descrito como o "soberano do mar", com as águas do mundo inteiro em seu "domínio" e quase todas as criaturas do mar com seus "súditos leais", o título nunca foi oficial. As aventuras de Aquaman aconteceram em todo o mundo, e sua base era "um antigo templo na Atlântida perdida, mantido dentro d'água", onde ele mantinha um trono solitário.
Durante suas aventuras de guerra, a maioria dos inimigos do Aquaman eram comandantes nazistas de U-boot e vários vilões do Eixo. O resto de suas aventuras nos anos 1940 e 1950 tinham ele lidando com vários vilões aquáticos, incluindo os piratas dos tempos modernos, como o seu longo arqui-inimigo Jack Black, bem como com as diferentes ameaças à vida aquática, às rotas marítimas e aos marinheiros.
A última aparição em More Fun Comics foi na edição #107, depois disso as aventuras do herói foram movidas junto com as do Superboy e Arqueiro Verde para a Adventure Comics, começando na edição #103 em 1946.

### Era de Prata
As aventuras do Aquaman continuaram sua publicação em Adventure Comics durante os anos de 1940 e 1950, como um dos poucos super-heróis que duraram até os anos de 1950 em publicação contínua. A partir do final da década de 1950, foram introduzidos novos elementos para a história do Aquaman, com vários personagens coadjuvantes adicionados e vários ajustes feitos ao personagem, suas origens, seus poderes e personalidade. O primeiro destes elementos foi na história "Aquaman's Undersea Partner" em Adventure Comics #229 (Outubro de 1956), onde seu aliado polvo, Topo, foi apresentado pela primeira vez. Este e os elementos seguintes foram posteriormente, após o estabelecimento do Multiverso da DC na década de 1960, atribuído ao Aquaman da Terra-Um.
Na Adventure Comics #260 (maio de 1959, republicada no Brasil pela Editora Panini na revista "coleção DC 75 anos # 2 de dezembro de 2010, com o título de "Como Aquaman conseguiu seus poderes!") e quadrinhos posteriores da Era de Prata, foi revelado que Aquaman era Arthur Curry, o filho de Tom Curry, um faroleiro, e Atlanna, uma exilada da cidade que respira embaixo d'água, na cidade submarina perdida de Atlântida. Devido à sua herança, Aquaman descobriu-se como um jovem que possuía várias habilidades sobre-humanas, incluindo poderes de sobrevivência embaixo d'água, comunicação subaquática, natação e valentia tremenda. Eventualmente, Arthur decidiu usar seu talento para se tornar o defensor dos oceanos da Terra. Superboy #171, janeiro de 1971, revelou que ele tinha, em sua juventude, se aventurado como "Aquaboy" e conhecido Superboy em uma ocasião. Quando Arthur cresceu, ele se chamou de "Aquaman".
Mais tarde foi revelado em Aquaman #29 que após a morte de Atlanna, Tom Curry conheceu e casou com uma mulher humana normal e teve um filho chamado Orm Curry, meio-irmão de Aquaman. Orm cresceu como um jovem problemático na sombra de seu irmão, que sempre o socorreu dos problemas com a lei. Começou a odiar Aquaman não apenas pelos poderes que ele nunca poderia ter, mas também porque acreditava que seu pai sempre preferiu Aquaman. Orm desapareceu depois de se tornar um amnésico e voltaria à tona anos depois como o arqui-inimigo de Aquaman, o Mestre do Oceano.
Até o final dos anos 1950, a capacidade de Aquaman de falar com os peixes tinha sido expandida para pleno direito a comunicação telepática com criaturas do mar, mesmo a grandes distâncias, mas na Adventure Comics #256 (janeiro de 1959), lhe foi também retroativamente dado uma fraqueza específica semelhante à vulnerabilidade de Superman com a criptonita ou a vulnerabilidade do Lanterna Verde com a cor amarela: Aquaman tinha que entrar em contato com água pelo menos uma vez por hora, ou ele morreria (antes disso, Aquaman poderia existir dentro e fora da água por tempo indeterminado). Este problema foi mais tarde explicado como uma característica de todos os atlantes.

#### Aliados e inimigos
Aquaman foi incluído na série em quadrinhos da Liga da Justiça, aparecendo com a equipe na sua primeira aventura em Os Bravos e os Destemidos #28 (fevereiro-março de 1960). Foi membro fundador da equipe, como mostrado em um flashback em Liga da Justiça #9 (fevereiro de 1962). Aquaman participou da maioria das aventuras da equipe dos anos 1960.
Com a Adventure Comics #269 (fevereiro de 1960), o elenco de apoio de Aquaman e galeria de vilões começaram a crescer com a adição de Aqualad, um exilado jovem órfão de uma colônia atlante que Aquaman adota e de quem se torna mentor. A Adventure Comics #264 (setembro de 1959) introduziu a cidade submersa fictícia de Nova Veneza, que mais tarde foi revelada sendo baseada na Flórida, e que também se tornou a base de operações de Aquaman por um tempo no início de 1980, começando com a World's Finest Comics #263 (junho-julho de 1980).
Aquaman, eventualmente, encontra os atlantes e torna-se seu aliado. Ele foi reconhecido como filho de Atlanna e posteriormente eleito para ser o rei após a morte do ex-regente, que não tinha herdeiros. Por esta altura, Aquaman tinha encontrado Mera, uma rainha de uma dimensão submarina, e ele se casou com ela ao mesmo tempo que era coroado rei de Atlântida, Aquaman #18 (novembro-dezembro de 1964). Eles logo tiveram um filho, Arthur Jr. (apelidado de "Aquababy") na edição #23 (setembro-outubro de 1965).
A série dos anos 1960 apresenta outros arqui-inimigos, como o Mestre do Oceano (o meio-irmão amnésico de Aquaman, Orm), Arraia Negra, o Pescador, o Corsário (DC Comics) e a organização terrorista conhecida como O.G.R.E. Outros membros recorrente do elenco de Aquaman introduzidos nesta série incluem o bem-intencionado, mas irritante Qwsp (um duende da água); Dr. Vulko, um cientista confiável atlante que se tornou conselheiro real de Aquaman e a quem, eventualmente, nomeia para ser o rei depois de deixar o trono, e Tula (conhecida como "Aquagirl"), uma princesa atlante que tinha interesse em Aqualad.
Depois de se tornar rei de Atlântida, Aquaman iniciou uma política de lenta reintrodução da Atlântida outrora secreta para o mundo da superfície. Depois de ser temporariamente afastado do trono pelo Tubarão (a quem ele derrotou), Aquaman tomou a decisão de deixar o trono para se tornar um super-herói mais tradicional, e Dr. Vulko foi eleito como o novo rei.

#### Fim de uma era
Em meados da década de 1980, após o cancelamento de sua série própria, Aquaman foi brevemente feito líder da Liga da Justiça. Em uma história contada em Liga da Justiça #228-230, uma invasão na Terra por uma raça de marcianos ocorreu em um momento em que os membros principais estavam sumidos. Aquaman foi assim forçado a defender a Terra com uma Liga tão empobrecida em potência e capacidade, e levou-a a se desmantelar completamente em Liga da Justiça Anual #2 (1984), depois de reformá-la com novos estatutos, impondo aos membros participação plena nos casos da Liga.
Com a ajuda do Caçador Marciano, Zatanna e Homem-Elástico, veteranos membros da Liga da Justiça dispostos a se comprometerem completamente com a equipe, Aquaman recrutou e treinou quatro membros novos e inexperientes, Cigana, Vibro, Vixen e Comandante Gládio. Também mudou a sede da equipe para um lugar reforçado em Detroit, Michigan, após a destruição da sede do satélite da LJ durante a invasão. A participação de Aquaman nesta nova versão da Liga da Justiça terminou na #243 (outubro 1985), quando renunciou para reatar seu casamento com Mera.

### Era Moderna
Depois da série limitada Crise nas Infinitas Terras de 1985, várias minisséries foram produzidos no final dos anos 1980 e início dos anos 1990 - começando em 1986, com Aquaman de quatro edições (fevereiro-maio de 1986), escrita por Neal Pozner, com o herói em um novo uniforme azul-marinho. A série foi bem recebida e uma continuação veio a ser trabalhada, mas acabou por ser cancelada devido a problemas de criação. A série também expandiu em vários detalhes a origem do Aquaman da Era de Prata, bem como a relação de Aquaman com seu meio-irmão, Mestre do Oceano, cuja origem foi recontada em detalhes completos. A série também adicionou elementos místicos para mitologia de Aquaman e reinventou o Mestre do Oceano como um feiticeiro. Aquaman reapareceu em seu traje azul na Aquaman Special #1 (1988).
Em finais de 1988, o personagem apareceu no crossover Invasão!, co-estrelando com a Patrulha do Destino, novamente no traje laranja e verde.

#### Recontando origens
Em 1989, a Legend of Aquaman Special (oficialmente intitulada como Aquaman Especial #1 em indícios legais dos quadrinhos) reescreveu a mitologia e a origem de Aquaman, embora mantendo a maioria de sua história da Era de Prata intacta. O especial foi escrito por Robert Loren Fleming, com arte da trama de Keith Giffen e esboços por Curt Swan.
O Aquaman da Era Moderna nasce como Orin da rainha Atlanna e do misterioso feiticeiro Atlan na cidade atlante de Poseidonis. Como um bebê, ele foi abandonado em Mercy Reef (que está acima do nível do mar na maré baixa, fazendo-o ficar exposto ao ar, o que seria fatal para os atlantes) por causa de seu cabelo loiro, o que foi visto pelos supersticiosos atlantes como um sinal de uma maldição que eles chamavam de "a Marca de Kordax". O único que falou que estava do lado de Orin foi Vulko, um cientista que não tinha paciência com mitos ou superstições. Enquanto seus fundamentos caíram em ouvidos surdos, Vulko mais tarde se tornaria um grande amigo e conselheiro do jovem Orin.
Como uma criança selvagem que se criou sozinha nos confins do oceano com somente as criaturas do mar para lhe fazer companhia, Orin foi encontrado e recolhido por um faroleiro chamado Arthur Curry, que colocou o nome de "Arthur Curry Jr." em Orin. Um dia, Orin voltou para casa e descobriu que seu pai adotivo havia desaparecido, então ele partiu sozinho. No início da adolescência, Orin aventurou-se no extremo norte, onde conheceu e se apaixonou por uma garota Inupiat chamada Kako. Ele primeiro ganhou o ódio de Orm, o futuro Mestre do Oceano, que mais tarde foi revelado ser meio-irmão de Arthur, sendo filho de Atlan com uma mulher Inupiat (Time and Tide, nº 4). Orin foi expulso antes que ele pudesse descobrir que Kako estava grávida de seu filho, Koryak.
Orin voltou para os mares permanecendo fora da vista da humanidade por um tempo, até que descobrir Poseidonis. Ele foi capturado pelo então governo ditatorial da cidade e colocado em uma prisão, onde conheceu Vulko, também um prisioneiro do estado, que ensinou Orin o idioma e os modos dos atlantes. Enquanto Orin estava lá, percebeu que sua mãe também estava sendo mantida em cativeiro, mas depois de sua morte, ele saiu e fugiu. Eventualmente, ele seguiu para a superfície, onde, sob o nome de "Aquaman", se tornou um dos vários super-heróis emergentes para a opinião pública da época. Após seu retorno à Poseidonis, foi feito rei, e um tempo depois ele conheceu e se casou com Mera. A história de Aquaman da Era Moderna é quase idêntica à da Era de Prata a partir deste ponto.
Conforme detalhado na série limitada de cinco edições Aquaman (junho-outubro de 1989), que continuou alguns dos temas da Legend of Aquaman Special, Mera acabou sendo levada à loucura pela dor da morte de Arthur Jr., e foi internada em um hospício em Poseidonis. Pouco depois, uma força alienígena conquistou Atlântida. Arthur foi obrigado a salvar a cidade, mas foi impedido por Mera, que escapou, que pessoalmente culpou Arthur pela morte de seu filho. Em um acesso de raiva, Mera deixou a dimensão de Aquaman.
A publicação do escritor Peter David As Crônicas de Atlantis #1-7 (Jan-Ago de 1990), que contou a história da Atlântida dos tempos antediluvianos até o nascimento de Aquaman, obteve sucesso e reviveu o interesse pelo personagem. Significativamente, foi nesta série limitada que os personagens antigos atlantes Orin e Atlan (que foi revelado ser o pai de Aquaman) foram introduzidos.
Uma nova série Aquaman, posteriormente durou de dezembro de 1991 a dezembro de 1992, e retratava a decisão relutante de Aquaman em permanecer em Poseidonis como seu protetor, mais uma vez. Por um tempo, atuou como representante do Atlantis nas Nações Unidas, mas sempre se viu empurrado de volta para o papel de super-herói. Tornando-se cada vez mais uma figura solitária e workaholic, Aquaman acabou retornando aos oceanos. Ele logo ficou enrolado em mais uma tentativa de Arraia Negra de destruir Atlantis, arrastando-a em uma guerra com uma nação da superfície.
Peter David retornou ao personagem em outra série limitada, Aquaman: Time and Tide, uma série de quatro edições de 1993–1994 que explicava ainda as origens de Aquaman, quando ele finalmente aprendeu tudo sobre a história do seu povo através das Crónicas de Atlantis (apresentados como textos históricos transmitidos e atualizados através dos séculos). Aquaman descobriu que seu nome de nascimento era Orin e que ele e seu inimigo Mestre do Oceano compartilhavam o mesmo pai, "um antigo feiticeiro de Atlântida", chamado Atlan. Esta revelação enviou Orin a um ataque de raiva e depressão, preparando o palco para os confrontos entre os dois mais tarde, como foi dito nas crônicas que "dois irmãos também batalham pelo controle de Atlântida" (o Aquaman da Era de Prata sempre soube que o Mestre do Oceano era seu meio-irmão Orm, embora a amnésia de Orm tenha o impedido de lembrar esse fato há algum tempo).

#### Nova direção
Aquaman ganhou sua própria série novamente com a publicação do quinto Aquaman #1 (agosto de 1994), inicialmente escrito por Peter David, no seguimento da sua Aquaman: Time and Tide. Esta série nova foi a mais longa do personagem, que durou até sua edição de 75. David deixou a série após a edição #46 (julho de 1998), depois de trabalhar nela por quase quatro anos.
David começou dando uma aparência a Aquaman inteiramente nova, abandonando a sua aparência escrupulosa anterior. Após suas descobertas com a leitura das Crônicas de Atlântida durante a série anterior, Aquaman se retirou do mundo por um tempo. Garth o encontra semanas mais tarde, com seus cabelos longos e barba crescida, meditando em sua caverna. Logo após, Aquaman perde a mão esquerda, quando o louco Charybdis rouba sua capacidade de se comunicar com a vida marinha e coloca a mão de Arthur em uma piscina infestada de piranhas. Isso faz com que Aquaman se torne um pouco desequilibrado, e ele começa a ter sonhos proféticos e, em seguida, na necessidade de um "símbolo", coloca uma ponta de arpão na mão esquerda no lugar da mão ausente. Sua camisa laranja clássica é rasgada em uma batalha com Lobo, e ao invés de substituí-la ele fica sem camisa durante um tempo antes de vestir uma lorica manica de gladiadores. Após a destruição do arpão, Aquaman o substituiu por uma prótese cibernética dos laboratórios STAR. Este novo arpão tem um carretel retrátil que ele pode controlar totalmente.
A trama principal, culminando na #25, afeta as Cinco Cidades Perdidas de Atlântida. Diante de uma espécie invasora sobrenatural ligada à origem dos atlantes, Aquaman tem que procurar e unir as cidades perdidas. Essa história o estabelece como um Rei Guerreiro, e ele se torna uma grande potência política, dominando amplamente sem controvérsia todas as cidades de Atlântida. O restante da série de Peter David focou-se em Orin chegar a um acordo com o seu patrimônio genético e seu papel como um rei. Durante esse tempo, ele descobre os restos de uma nave alienígena senciente sob Poseidonis, e consegue assumir o controle da mesma, retornando Poseidonis à superfície e trazendo Atlântida em maior contato com o mundo exterior. As mudanças culturais que este traz, incluindo o turismo aumentado, bem como seus deveres conflitantes como super-herói e rei, levam ele a aumentar a tensão com o poder político em sua cidade.
Após uma breve passagem de Dan Abnett e Andy Lanning, David foi substituído como escritor por Erik Larsen na edição #50 (dezembro de 1998) e novamente por Dan Jurgens na edição #63 (janeiro de 2000; a série terminou com a #75 (janeiro 2001)). Durante esse tempo, sua esposa Mera volta, da dimensão sobrenatural onde ela tinha sido presa, agora sã novamente, e Aquaman estritamente evita um golpe de Estado orquestrado por seu filho Koryak e seu assessor Vulko. Seu segundo arpão é também destruído, dessa vez em uma batalha com Noble, rei dos Lurkers; ele o substitui com uma mão dourada protética desenvolvida por cientistas de Atlântida, que pode mudar de forma ao seu comando, mantendo assim os poderes do arpão, mas sendo mais universal. Depois de uma breve guerra com uma nação insular, Aquaman expande a superfície de Atlântida anexando tal país à Atlântida.

#### Hiato entre as séries
Aquaman não teve sua própria série regular de 2001 a 2003, mas sua trama passou por vários acontecimentos através de suas pequena aparições em vários outros títulos.
Aquaman tinha voltado à Liga da Justiça quando ela se reformou e continua ativo, embora por vezes sendo um membro relutante dessa equipe até o Mundos em Guerra em 2001 (logo após o cancelamento do Aquaman vol. 5), durante o qual Aquaman e a cidade de Poseidonis desaparecem e são presumido como destruídos. Em seu lugar estava simplesmente uma fenda enorme na água do oceano, com uma grande estátua espectral de Aquaman em pé sobre ela.
A Liga da Justiça, eventualmente, descobre que a cidade ainda estava lá, magicamente protegida, mas em ruínas e aparentemente desabitada. Os atlantes foram presos no passado antigo, onde Aquaman tinha tomado eles como última medida, quando parecia que a cidade seria destruída. Lá, no entanto, eles foram escravizados por seus próprios antepassados atlantes, liderados por uma feiticeira poderosa chamada Gamemnae, e Aquaman foi transformado em água viva e preso em uma piscina ornamental. Com o tempo, essa civilização havia caído até que só Gamemnae, agora imensamente poderosa, habitava as ruínas.
Depois de alguns meses de seu tempo - mas totalmente 15 anos para os atlantes - o livre Aquaman da Liga da Justiça no enredo da "Era Obsidiana" em Liga da Justiça. Com a ajuda de Asa Noturna, Mulher-Gavião, Nuclear, Zatanna e Manitu Raven, - sendo os quatro primeiros membros da "Liga da Justiça reserva", que tinham sido reunidos por um programa automático criado por Batman, que mandou depois a Liga desaparecer no passado - Aquaman é libertado de sua prisão na piscina, Nuclear ligando a piscina ao mar e Zatanna aumentando os seus poderes de forma que ele pudesse agora controlar todo o oceano como um espectro da água. Com este poder, Aquaman conseguiu cortar a conexão de Gamemnae com a cidade afundando-a no mar outra vez. Enquanto ele lutava com Gamemnae, os membros da Liga trouxeram os atlantes modernos para o presente, onde eles poderiam começar a reconstruir a cidade, que no presente também estava mais uma vez no fundo do mar.

#### De volta aos princípios
Uma sexta série de Aquaman começou pouco depois, inicialmente escrita por Rick Veitch, que procurou colocar Aquaman em uma direção mais mística. Escritores posteriores que contribuíram para a série incluem John Ostrander, Will Pfeifer, Tad Williams e John Arcudi. Esta série teve 57 edições a partir de fevereiro de 2003; começando com a #39 (abril de 2006), após os acontecimentos da Crise Infinita, ela foi renomeada para Aquaman: A Espada de Atlântida.
Aquaman foi responsabilizado pelo seu povo pela decisão inicial de levá-los de volta no tempo, e o condenaram à morte. Ele fugiu, e encontrou a Dama do Lago, que lhe deu uma nova mão protética composta de água mística com propriedades incomuns. De lá, ele retornou gradualmente à sua aparência normal - camisa laranja, cabelo curto e sem barba - mas não retornou à sua cidade por vários anos.
Mais tarde, Aquaman foi para San Diego depois de um terremoto jogar metade da cidade no Oceano Pacífico. Ele descobriu que muitas pessoas tinham sobrevivido à catástrofe, de alguma forma ganhando a capacidade de respirar debaixo d'água, e ele começou a ajudá-los a reconstruir a parte submersa da cidade que agora se chamava "Sub Diego". Durante este tempo, Aquaman pegou uma nova companheira chamada Lorena, que se tornou a nova Aquagirl: ela foi a única do povo de Sub Diego que reteve a capacidade de respirar o ar, assim como a água.
O exílio de Aquaman acabou por ter sido orquestrado por uma classe de feiticeiros que havia chegado ao poder usando os conhecimentos adquiridos na Era Obsidiana.
Como uma distração hipertextual para a recepção positiva da nova série, uma cena de Sete Soldados de Grant Morrison, mostra Aquaman ganhando o prêmio "Melhor Regresso" em uma convenção popular de super-heróis.
Pouco tempo depois, durante a Crise Infinita, Atlântida foi destruída pelo Espectro, e muitos de seus cidadãos foram mortos, incluindo o filho de Aquaman, Koryak, e seu amigo mais antigo (e figura paterna), Vulko. Aquaman levou os sobreviventes para Sub Diego na esperança de que os dois povos pudessem ajudar uns aos outros. Quando Arraia Negra atacou a cidade submersa, Aquaman o derrotou e o deixou para morrer, cercado por peixes carnívoros (que mais tarde foi revelado que Arraia sobreviveu, embora não ficasse claro quee Aquaman tivesse a intenção de assassiná-lo).

#### O Ano Perdido através daCrise Final
Seguindo os eventos de Um Ano Depois (começando com Aquaman (vol. 6) #40) a série foi rebatizada Aquaman: Espada de Atlântida e levada a uma direção totalmente diferente pelo escritor Kurt Busiek. Aquaman está desaparecido e dado como morto. Um jovem com o nome de "Arthur Joseph Curry" é convocado pelo misterioso Morador das Profundezas para assumir o manto do Aquaman, mas gradualmente o Morador aparece sendo Aquaman, tendo perdido muito de sua memória e foi estranhamente transformado, ao ganhar poderes mágicos (Veja a seção de Arthur Joseph Curry abaixo).
Essas mudanças foram explicadas só mais tarde: durante o "ano perdido" retratado no livro em quadrinhos semanais 52, Aquaman faz uma breve aparição no memorial ao Superboy. Um tempo depois, Ralph Dibny, aparentemente acompanhado pelo capacete do Sr. Destino, conhece Orin barbudo, de cabelos compridos e amnésico nas ruínas de Atlântida. O capacete anuncia que "se ele vive... se ele vive... é como uma vítima das magias da lenda e do poder do mar".
Orin tinha feito um pacto com os deuses do mar, numa tentativa desesperada de ganhar o poder para salvar a vida de vários habitantes de Sub Diego, que haviam perdido a capacidade de viver na água. Usando os ossos de sua mão decepada em um ritual mágico, os deuses do mar deram a Orin o poder de elevar Sub Diego para terra firme. No entanto, Orin se transformou no Morador das Profundezas (via os eventos da "Terceira Guerra Mundial"/do penúltimo capítulo de 52) como um efeito colateral por obter suas novas habilidades e perdeu sua memória como resultado. O destino que ele previu para Arthur Joseph Curry era uma lembrança confusa de seu próprio passado.
No meio de tentar ajudar o seu sucessor, Orin foi assassinado. Após a recepção do corpo de Orin, os membros da Liga da Justiça da América, incluindo Superman, Batman, Lanterna Verde e o Flash, verificaram o corpo em Atlântida e desejaram o melhor para Mera e o novo Aquaman.
O Aquaman Orin aparentemente reaparece em Atlântida durante a Crise Final para afastar as forças de Darkseid, mas o Aquaman que surgiu foi revelado sendo de outra Terra no multiverso. O aparecimento deste Aquaman foi percebido mais tarde por Hal Jordan e Barry Allen como um boato sem fundamento, já que o Aquaman nunca foi visto nem ouvido novamente. Algum tempo entre sua morte e o início de A Noite mais Densa, o corpo de Orin foi mudado e enterrado na terra em Mercy Reef ao lado de Tom Curry, de acordo com seus últimos desejos.

#### "A Noite Mais Densa"
Em A Noite mais Densa #1, Garth retorna à Atlântida e diz à Mera, esposa de Orin, que ele está irritado com a ideia do corpo de Aquaman estar enterrado na terra. Mera conta para Tempest que Orin se sentia seguro em terra e que é realmente o que ele queria. Um tempo depois, um anel do poder negro é visto entrando no túmulo de Orin, lhe ordenando a se levantar. Aquaman levanta com Tula e Delfim, exigindo que Mera se encontre com ele na morte (mesmo oferecendo uma chance de ver seu filho novamente). Garth é assassinado e se junta à Tropa dos Lanternas Negros. Mera luta contra o cadáver reanimado de Orin (negando que ele é seu marido) antes de fugir. Em Coast City, depois de Mera se tornar uma Lanterna Vermelha, Orin diz à Mera que eles poderiam ser uma família e mostra a ela seu filho. Mera diz que nunca quis filhos e queima o corpo do filho. Ela então persegue Aquaman. No clímax de A Noite mais Densa, Aquaman e os outros membros da Tropa dos Lanternas Negros são chamados para enfrentar a Tropa da Luz combinada. Quando a Entidade Branca recupera os heróis que haviam sido ressuscitados, ela corta ligações com os doze Lanternas Negros e os ressuscita. Aquaman estava entre os ressuscitados, e ele estava junto a sua esposa. Porque o anel do poder negro ajudou a reconstruir o corpo de Orin, quando ele ressuscitou, sua mão lhe foi devolvida.

#### "O Dia Mais Claro" e a origem atualizada
Aquaman e Mera passaram a noite juntos no farol da Baía da Anistia, mas de manhã, Mera encontra Arthur no cais, olhando o mar e perguntando por que ele foi ressuscitado. Mera conforta o marido e o convida para nadar com ela, mas Arthur hesita, vendo apenas a sua forma de Lanterna Negro refletida de volta para ele na água. Mais tarde, ele e Mera interceptam um navio pirata que havia sequestrado crianças de um navio de cruzeiro. O casal domina os criminosos, mas um outro barco surge e abre fogo contra eles. Aquaman chama a vida marítima para ajudá-lo e uma lula gigante responde a chamada, mas quando a criatura chega á superfície, tanto Aquaman quanto Mera ficam horrorizados ao ver que a lula tinha sido morta há muito tempo. A lula morta-viva começa a destruir o barco e mata todos os marinheiros a bordo, apesar de Aquaman lhe dizer para parar. Quando um dos piratas tenta atacá-los, um tubarão morto-vivo salta para fora da água e arrasta o homem para o mar.  Deadman estava assistindo usando o seu anel do poder branco e era incapaz de explicar como Aquaman conseguiu manter uma de suas habilidades de Lanterna Negro. Para piorar as coisas, Aquaman causa (por de meios não esclarecidos) a morte de toda a vida marinha nas áreas em que ele nada. Aquaman vai aparecer em uma praia tentando controlar a vida marinha ao lado de sua esposa. Ele lança um feixe de telepatia e uma baleia-assassina morta-viva, já apodrecendo, salta para fora da água e o ataca. É puxado para debaixo d'água, mas logo derrota a fera. Mera traz à tona que os cientistas de Atlântida poderiam ajudá-lo com a sua "habilidade" de convocar vida marinha morta mas ele rapidamente rejeita. Ele diz que as pessoas só vem a ele quando precisam de ajuda, mas logo o expulsam depois dele fazer o combinado. Mera diz que ela vai para casa quando Aquaman fala sobre seu povo e a casa dela. Eles se abraçam, mas parece que Mera duvida sobre o que ele se transformou.
Enquanto limpava um derramamento de óleo, ele e Mera são atacados por soldados do mundo natal de Mera e os liderando estava Sereia. Enquanto Mera puxa Aquaman para longe deles, ela revela que foi enviada para matá-lo. Ela também sugere que, apesar do exílio de longa duração de seu povo, os soldados de Xebel tinham sido inimigos do Arraia Negra por um tempo, antes mesmo da primeira aparição pública do Aquaman, e afirma que, apesar da missão original de Mera ser sozinha, Sereia está agora apoiada por todo o Esquadrão da Morte, soldados de elite de Xebel às ordens da princesa. Mera explica depois que Sereia é sua irmã mais nova.
É dito a Aquaman pela Entidade para encontrar Jackson Hyde antes de um segundo grupo não identificado. Enquanto isso, Deadman e Columba aparecem, teleportado pelo anel do poder branco, depois de enfrentar Deadman com esse conhecimento. Aquaman começou a pesquisar sobre a aparência de Jackson, porém sua esposa Mera alega que ela sabe quem é o Jackson. Enquanto isso, Aquaman encontra o próprio Jackson. Quando Arraia Negra e Sereia tentam matar o pai adotivo de Jackson, Aquaman chega a tempo, defendendo a família de Jackson de seus ataques. Aquaman pega Jackson e seu pai adotivo e o leva em segurança onde tudo pode ser explicado. Usando o mapa, os dois descobrem uma caixa trancada que só Jackson pode abrir. É revelado em uma conversa entre os dois que a origem do Aquaman da Era de Prata foi restabelecida e ele é mais uma vez o filho meio-humano de Tom Curry e de uma rainha atlante. Depois disso, a caixa é aberta, uns itens que Mera havia deixado para Jackson, principalmente um uniforme de soldado xebeliano e um par de "Portadores da Água", construções metálicas que o ajudam a controlar suas habilidades de manipulação de água.

### Flashpoint
Em 2011, durante a realidade alternativa da saga Flashpoint (que veio a reiniciar o Universo DC, criando os chamados "Novos 52"), um novo perfil foi dado ao personagem pela DC.
- Nessa nova realidade Aquaman é um déspota tirano que está em guerra com a Mulher Maravilha e suas Amazonas.
- Ele, junto com seu exército, inundou metade da Europa.

### Os Novos 52, "Convergência"
Sendo parte do Os Novos 52, o relançamento de toda alinha de super-heróis da DC em 2011, a equipe criativa inicial era formada por Geoff Johns, Ivan Reis e Joe Prado na nova série Aquaman, cuja primeira edição foi lançada em 28 de Setembro de 2011. Os três criadores permaneceram no título nas 16 primeiras edições. Que subsequentemente levaram ao primeiro crossover ligado ao Aquaman em anos, "O Trono da Atlântida".
A série relançada cimenta o status de Aquaman como o filho meio-humano de Tom Curry e Atlanna, onde o vemos retornar à Baía da Anistia com Mera. Sentindo-se angustiado pelo tratamento severo dado aos oceanos durante seu reinado em Atlântida, Aquaman decide abdicar do trono e retorna ao heroísmo em tempo integral. No entanto, ele agora tem que lidar com sua pouca reputação com o grande público, que o vê como um meta-humano "menor" com poderes menos impressionantes do que seus pares. Ele também é novamente um dos membros fundadores da Liga da Justiça e membro principal da equipe. é mostrado em Aquaman #7 que no início da sua carreira, Aquaman se uniu com um misterioso grupo conhecido como Os Outros, formado pelo próprio Aquaman, a garota indígena brasileira Ya'Wara e sua pantera, um russo conhecido como Vostok, um ex-veterano do exército chamado Prisioneiro de Guerra, O Agente e uma iraniana chamado Kahina, A Vidente. Todos Os Outros têm com si uma relíqua encanta da Atlântida. De 2014 a 2015, foi lançada a série independente Aquaman and the Others.
Após a saga de 2015, "Convergência", Aquaman recebeu um novo visual na edição #41. Ele foi deposto do trono por Mera, nova Rainha da Atlântida, que agora está caçando Aquaman como um fugitivo, ao longo do caminho, Arthut adquire novos poderes e novos equipamenos que lhe dão acesso a poderes místicos. Em sequência, mostra-se que Atlântida está agora administrada pela irmã de Mera, Sereia, que a mantêm prisioneira..

### Renascimento
Com a iniciativa de 2016 chamada Renascimento, a DC trouxe de volta o legado e relacionamentos, e Arthur finalmente se propõe a Mera no especial de lançamento da nova fase, Universe: Rebirth #1. O novo título manteve como escritor Dan Abnett, que tinha assumido os argumentos do título nas três últimas edições dos Novos 52, que tinha escrito anteriormente o personagem por um breve período na década anterior. A nova série começa focando o papel de Aquaman como rei e diplomata, onde Arthur busca fortalecer as relações entre Atlântida e a superfície abrindo  uma embaixada Atlante na Baía da Anistia (Amnesty Bay), tendo Mera como Embaixadora. Em grande parte da série é mostrado o elenco principal da série dos Novos 52 composta de Aquaman, Mera e Arraia Negra, além personagens secundários que tinham sido esquecidos, tais como, Murk, Tula (Aquagirl), Jack Black e muito mais.

## Arthur Joseph Curry
Arthur Joseph Curry é um personagem fictício, o segundo super-herói da DC Comics a ser conhecido como Aquaman. Criado por Kurt Busiek e Jackson Guice, ele apareceu pela primeira vez em Aquaman: Espada de Atlântida #40 (maio de 2006).

### História da publicação
Como parte de Um Ano Depois da DC Comics, a série de Aquaman foi rebatizada de Aquaman: Espada de Atlântida com a edição #40 (maio de 2006). As novidades incluem um novo protagonista, um novo elenco de apoio e a inclusão de elementos de fantasia do tipo espada e feitiçaria na série.

### Biografia do personagem fictício
Enquanto aguarda transporte para Miami, Flórida, um jovem chamado Arthur Joseph Curry é arrastado para o mar quando uma tempestade rompe o reservatório em que ele está. Este Arthur Curry, cuja origem é muito semelhante à de Aquaman da Era de Ouro, bem como a de Netuno Perkins, é o filho do biólogo marinho Dr. Phillip Curry. A mãe de Arthur, Elaine, morreu no parto e Dr. Curry foi obrigado a usar um soro mutagênico em seu filho quando ele nasceu, três meses prematuro. Arthur viveu sua vida inteira no reservatório principal de instalação da pesquisa de seu pai em Avalon Cay, a sua única janela para o mundo exterior era a televisão.
Logo após sua chegada ao mar, Arthur é mentalmente contatado pelo misterioso "Morador das Profundezas", um humanoide deformado com tentáculos em vez de cabelos e uma mão esquerda feita de água. O Morador lhe pede para ajudar o Rei Tubarão, que ainda carrega as cicatrizes de uma batalha anterior com Aquaman durante a recente Crise. O Morador, confundindo Arthur com Aquaman e chamando-o de seu "comando", diz a Arthur e ao Rei Tubarão sobre uma profecia em relação ao futuro de Arthur, uma profecia que parece ser uma versão distorcida da história do Aquaman original. O Morador revela que o Aquaman original foi "transformado em um semelhante a um grande e terrível inimigo de seu povo e tornou-se um poço de estranhos, antigos e terríveis poderes".
A primeira viagem de Arthur o leva a conhecer muitos dos personagens coadjuvantes de Aquaman, incluindo Mera, os Demônios do Mar, Vulko e, eventualmente, Mestre do Oceano. Durante esta aventura, o Morador progressivamente percebe que ele próprio é o Aquaman original, apesar de não ter memória de sua antiga vida.
Mais tarde, Arthur encontra um polvo humanoide chamada Topo, um jovem ingênuo atraído por super-heróis e tentando se tornar um ajudante, e Tempest, agora amnésico, incapaz de respirar na água e implantado com um aviso de sugestão pós-hipnótica de uma batalha que se aproxima. A batalha ocorre logo, e o Morador/Orin é aparentemente morto. A Liga da Justiça é chamada para avaliar a situação de Orin, mas são incapazes de determinar se ele está realmente morto, ou se ele pode de alguma forma ressuscitar devido à sua nova natureza mágica.
Na Espada de Atlântida #57 (em inglês:  Sword of Atlantis), edição final da série, Aquaman é visitado pela Dama do Lago, que explica suas origens. O Aquaman original tinha dado uma amostra de sua mão de água para o Dr. Curry, a fim de ressuscitar o filho morto de Curry, Arthur, a quem ele tinha dado o nome de Orin. Quando Orin tentou ressuscitar Sub Diego, uma parte de sua alma se uniu ao corpo de Arthur Joseph Curry, enquanto Orin transformou-se no Morador. Responsabilizando-se pela morte de Orin, Aquaman vota para nunca mais ser chamado de "Arthur" de novo, abstendo-se de usar o nome "roubado", pedindo apenas para ser chamado de Joseph no futuro.
Joseph é considerado candidato para os novos Renegados de Batman. Depois de vê-lo em ação com Metamorfo, Batman decide contra a sua indução.
Na sua missão de livrar a Terra de todas as formas de kryptonita, Superman e Batman viajam para as profundezas do mar e encontram uma grande quantidade da mesma. Os dois são recebidos com hostilidade por Aquaman e Rei Tubarão. Segue-se uma breve luta, mas Joseph acabou lhes permitindo tirar as pedras. Antes de fazer isso, ele ressalta que nem todo mundo pode querer que Superman encontre todas kryptonitas da Terra, e que ele teria que ser pelo menos uma parte humana para saber disso.
Joseph Curry continuará a ser o rei substituto da Atlântida até após o evento da Crise Final. Foi revelado que Joseph renunciou seu cargo por ser incapaz de lidar com a pressão de carregar o legado de Orin. Tempest descobriu mais tarde que o tridente e a roupa de Joseph estavam estendidos sobre o trono de Orin, confirmando que ele abandonou as suas funções.

## Poderes e habilidades
Aquaman tem uma série de poderes sobre-humanos, a maioria dos quais herdada de suas origens atlânticas e capacidade de viver nas profundezas do oceano. Embora, a maioria dos Atlantes possua as mesmas habilidades que Arthur, sua linhagem real e sua dupla herança o torna superior a qualquer outro Atlante (Aquaman é, para todos os efeitos, um super Atlante), permitindo-lhe respirar fora da água mais do que o Atlante normal e possuem grande quantidade de poderes sobre-humanos que se seguem :
- Fisiologia Hibrida Atlante: Como a maioria dos Atlantes, Arthur Curry é um homo sapien que é biologicamente adaptado ao meio ambiente oceânico profundo através da magia . Para a maioria dos Atlantes, isso significa que eles podem respirar debaixo d'água, suportar as pressões do fundo (entre outras adaptações), e só podem passar um tempo muito limitado fora da água. No entanto, devido à natureza híbrida de Aquaman ou à sua herança real, ele pode ficar por um tempo ilimitado fora da águas, é mostrado ser muito mais forte, mais rápido, mais resistente e mais ou menos incansável em comparação com outros de sua raça. Igualmente semelhante a outra vida anfíbia é a sua capacidade de não só funcionar indefinidamente dentro da água, mas também suportar facilmente as profundidades esmagadoras do oceano profundo, bem como o ambiente severo do próprio mar. Esses poderes tornam Arthur, entre outras coisas, um super-atlante
- Adaptação subaquática/Visão Noturna: É capaz de funcionar e mover-se normalmente debaixo d'água, imperturbável pela pressão, temperaturas ou falta de luz. Devido à sua origem dual super Atlante, ele pode tirar proveitos físicos muito maiores do que qualquer outro Atlante (como se viu, por exemplo, em sua luta contra a Manta Negra mutada, onde Dolphin não pôde seguir devido à pressão). Em Aquaman: Morte do Rei, Tula afirma especificamente que Aquaman tem poderes físicos muito maiores do que qualquer outro Atlante normal.
- Durabilidade Sobre-humana/Invulnerabilidade: Suficientemente resistente para resistir armas sem ferimentos, os dentes da maioria dos moradores da trincheira rompem com o contato com seu corpo. Ele sobreviveu a uma explosão nuclear soprando em seu rosto e pode prosperar nas bacias mais sombrias e profundas do oceano, sofrendo nenhum desconforto. Quando ele foi lançado em órbita por Mera, e voltou para baixo em cima de uma cabeça de um  monstro do mar, sem qualquer ferimentos.
- Resistência ao Extremo Calor: Arthur sofreu várias explosões de energia no passado, incluindo ser congelado pela magia de gelo do rei morto. Sua resistência final foi testada quando ele mergulhou em uma cama de lava aberta sob o mar e emergiu sem qualquer ferimento.
- Vigor Sobre-humano: Aquaman é capaz de funcionar muito mais do que qualquer humano, sem cansar-se ou ficar fraco.
- Sentidos Sobre-humanos/Sentido-Sonar: Arthur também tem a capacidade de ver, ouvir e cheirar muito mais do que as capacidades humanas. Sua capacidade de ver através de águas turvas dá-lhe uma visão notável durante a noite, enquanto está acima da água, e é capaz de ver profundamente como 36 mil pés abaixo do fundo do oceano com uma visão clara. Ele também possui uma audição super-humana, capaz de ouvir os batimentos cardíacos de um ser vivo através da maior parte de um submarino. Além disso, ele também mostrou um senso de sonar inato em algumas ocasiões e a capacidade de sentir água próxima.
- Agilidade Sobre-Humana: Agilidade, destreza, equilíbrio, flexibilidade e coordenação motora de Aquaman fazem dele um grande guerreiro para a batalha, movendo com incrível velocidade, ele foi capaz de combater metahumanos, como Deathstroke, Talons e Power Ring e até mesmo ir contra a Mulher Maravilha que a ele combateu uma vez e Superman (quem ele era capaz de enviar um voo depois de atacá-lo e acertar um golpe antes que a Mulher Maravilha que estava entre eles pudesse reagir).
- Reflexos Sobre-Humanos: Aquaman pode reagir e desviar de objetos que viajam em alta velocidade, com ele esquivando-se de muitos golpes, além de realizar feitos como esquivar-se de tiros à queima-roupa, raios (várias vezes contra o Weather Wizard, depois que o raio foi disparado), acompanhando o Flash na água (várias vezes) e ser capaz de surpreendê-lo ou mesmo cortar as armas de 2 soldados treinados ao meio, antes mesmo de perceberem. e possui reflexos sobre-humanos 15 vezes maiores que um ser normal. Embora não seja um "super-velocista", os reflexos de Aquaman são superiores mesmo aos meta-humanos, como Deathstroke the Terminator
- Velocidade Sobre-humana/Super-Nado: Arthur é surpreendente  rápido, seja enquanto corre ou está nadando. No mar, ele conseguiu ultrapassar um avião espião de propriedade do Operador, que pode viajar até as velocidades de Mach 5. Enquanto em superfície, Aquaman pode ser mover em velocidades excepcionalmente altas.
- Super-Força (+ 700 tons): O estado súper-atlantismo de Aquaman permite que ele monte quantidades insuperáveis de peso, por exemplo, rebocando em um barcos de pesca, enquanto as ondas de maremoto caíram sobre elas. É capaz de bater de frente com Superman e Mulher Maravilha trocando vários golpes singulares, levantando um Liner de mar de 160000 toneladas, e levando e jogando um navio de carga afundado. Alguns dos seus maiores feitos podem incluir empurrar uma placa tectônica sobre a entrada da cova da trincheira, cujo peso é aproximadamente 4.0678242e + 22 kg. ou 44 toneladas métricas de quintilhão, e dito que sua força total é 70% da força máxima do superman, foi capaz de destruir o braço do deus do vulcão com apenas um soco, derrotar o lendário Hércules, e ate mesmo trocar golpes com o Caçador de Marte.
- Super-Salto: Aquaman pode fazer uso de seus poderosos músculos corporais para se lançar no ar, saltando de fora da terra ou se desenrolando fora de água aberta como um torpedo.
- Fator de Cura Regenerativo: Aquaman também cura muito mais rápido do que humanos e Atlantes normais (como mostrado em Aquaman: Throne of Atlantis # 57 ou Aquaman v4 e Aquaman v6).
- Resistência a Magia: Arthur tem grande resistência a magia é capaz de sobreviver a  grandes ataques mágicos
- Magia Atlante/Conjuração de Feitiços: Sendo metade atlante e rei de Atlântida  e através de uma barganha com antigos deuses do mar deu-lhe quantidades incontáveis de poderosas magias antigas atlantes, e habilidade de conjurar feitiços.
- Telepatia/Comunicação Telepática/Ilusões Telepáticas: A telepatia de Arthur e compatível com seres humanos, e até mesmo alienígenas , ele e capaz de se comunicar telepaticamente com outras pessoas ler mentes com pouca dificuldade e também projetar ilusões telepáticas, mais depois dos novos 52 sua telepatia foi reduzida.
- Ataque Telepático: Ele e capaz de projeta ataques telepático em outras pessoas fazendo elas terem dor de cabeça , invadir sua mente e até mesmo fazer elas terem convulsões ele foi capaz de derrotar um marciano branco sozinho.
- Controle Mental dos Seres Marinhos: Apesar da crença popular, Aquaman na verdade não fala com peixes ou outra fauna aquática, mas ele pode redirecionar os processos de pensamento de seus cérebros para obrigá-los a ajudá-lo quando ele precisa. É capaz de enviar transmissões telepáticas mundiais se e quando necessário. Ele foi capaz de assumir o controle sobre a mente do grande mar Leviathan Topo, mas com níveis extremos de dificuldade, pois o estresse de tal ato o deixou comatoso por seis meses. Parece que Aquaman desenvolveu um melhor controle sobre seu poder como o comando de Topo para abrir um dreadnought de Thule não era tão difícil quanto costumava ser.
- Manipulação Psionica da Vida Marinha  Arthur e capaz de alterar a evolução de uma criatura marinha, podendo até mesmo transformar um ser marinho herbívoro e dócil, em um ser carnívoro e violento.
- Acesso ao Clear / Empatia Marinha  Aquaman tem a capacidade de sentir as emoções primitivas das criaturas aquáticas através de "The Clear". O Clear parece funcionar como uma consciência universal de toda vida marinha. Através dele, ele pode se comunicar ou comandar a vida marinha do outro lado do planeta. Pode ver o que eles veem e muito mais, o que ele apenas começa a perceber. Ele também pode empurrar seus poderes telepáticos para alcançar as criaturas da terra mais alta para encontrar esse elemento de seus cérebros que antes era uma criatura de habitação aquática. Isso pode explicar as facilidades da Aquaman com o idioma.
- Necromancia Marinha: Devido a ter sido uma lanterna negra quando ele foi primeiro reanimado, Aquaman, posteriormente, manteve sua habilidade de invocar a vida marinha dos mortos-vivos para fazer sua licitação, mais depois dos novos 52 ele perdeu essa habilidade.
- Elemental de Água: Devido a um feitiço lançado por magos e feiticeiros obscuros, uma união entre uma entidade vampírica poderosa e negra ou uma alteração adicional por uma força externa. Arthur teve todo o seu ser transformado em um elemental de água, os fenômenos quânticos ligados às águas e toda a vida que vive dentro dela. Nesse estado, Aquaman era uma encarnação oceânica de tremendo poder capaz de assimilar e manipular todos os oceanos do mundo ao mesmo tempo.

### Poderes Fornecidos Através do Tridente
- Empoderamento Divino: Depois de receber a bênção e o tridente do deus dos mares olímpicos Poseidon, Aquaman ganhou vários poderes místicos divinos, ele manifesta esses poderes através do tridente.
- Magia Antiga: Seu tridente lhe fornece uma poderosa magia antiga atlante, onde ele pode usar para vários fins, o tridente também parece ter magia divina de poseidon, quando Arthur usa a magia em poder total seus olhos ficam com a cor amarela assim como a magia em volta do tridente.
- Anulação de Magia: Em algumas ocasiões Arthur usa a magia de seu tridente para anular outras magias
- Projeção de Energia Mágica/Explosões Mágicas: Arthur projeta do seu tridente uma energia mágica com essa energia ele pode fazer grandes explosões de magia para atacar seus inimigos.
- Campos de Força: Com o tridente Arthur consegue projetar grandes campos de força.
- Manipulação do clima: Com o tridente Aquaman e capaz de controla tempestades, chuvas, o vento, os travões e os relâmpagos em uma grande escala de poder.
- Eletrocinese/Explosões Elétricas: Aquaman e capaz de invocar os raios do seu tridente para atacar seus inimigos, ele já foi capaz de invocar um enorme raio para atacar um arma thule. Aquaman pode projetar parafusos poderosos e arcos de eletricidade de seu tridente quando quiser.
- Hidrocinese/Controle Sobre os Mares: Através de suas bênçãos e do Tridente que lhe foi dado, Arthur conseguiu dobrar e manipular a água em torno de si mesmo para vários fins criativos, com esse poder ele pode fazer ondas e tsunamis e afundar uma cidade inteira, com o tridente Arthur tem o poder e o direito de controlar todos os setes mares e as criaturas que habitam nele também, assim como o direito de controlar Atlântida.
- Geocinese: Aquaman usa o tridente para abrir grandes fendas no chão, criar grandes montanhas, manipular o solo e até mesmo causar terremotos.
- Criocinese: Aquaman usar seu tridente para invocar grandes pingentes de gelo do chão, ele também e capaz de gerar gelo é congelar outras pessoas, objetos como casas, prédios e até ondas.
- Telestransporte/Viagem Interdimensional: Com uma extensão de fonte de água, Arthur pode se teletransportar para vários lugares, e viajar a distâncias interplanetárias e globais a vontade.
- Resistência a magia thule: Com a bênção que recebeu de Poseidon, Aquaman recebeu um grau de defesa contra a magia, mais proeminentemente a magia dos usuários Thule.
- Manipulação do Campo de Bane: Mesmo antes de receber os presentes de Poseidon, Arthur mostrou uma capacidade limitada para duplicar a aura venenosa das estruturas do reino de Thule.
- Voo: Uma das beêçãos de Poseidon, e que Arthur poderia voar ou levitar sem ajuda do tridente.

Habilidades
- Mestre Combatente: Aquaman treinou com o exército atlante (e em algum momento ele treinou seus guerreiros mais habilidosos), a Liga da Justiça, especificamente Batman e Homem Gavião e várias outras fontes como os Outros (mesmo antes da Liga da Justiça ser formada). Também é revelado que todos os Outros, incluindo Aquaman, são treinados em táticas de equipe com destinos específicos, como "alinhamento defensivo", dependendo da situação. É excepcionalmente habilidoso com seu tridente (e também espadas) e se destaca na mão de mão com habilidades marciais excepcionais, enfrentando Superman em breve, e a excelente lutadora, Mulher Maravilha.
- Líder Especialista: Arthur é o governante de sucesso de 70% do mundo por um tempo.

## Inimigos
- Mestre do Oceano:

Arraia Negra é considerado um dos maiores vilões do Aquaman.

Mestre do Oceano (Ocean Master, em inglês) é um vilão fictício da DC Comics e um dos principais inimigos do Aquaman, sendo o mais recorrente em seus quadrinhos. Apesar de ser sempre meio-irmão de Aquaman, assim como ele, Mestre do Oceano mudou de pais mais de uma vez. Originalmente os irmãos compartilhavam o mesmo pai - Tom Curry (guardião de um farol); mas a partir de 1989, ambos passaram a ser filhos de Atlan – um feiticeiro atlante milenar; por fim, após o reboot da DC Comics em 2011, os irmãos passaram a partilhar a mesma mãe – Atlanna (rainha de Atlântida), que originalmente era apenas mãe de Aquaman. Desde sua primeira aparição, Mestre do Oceano está sempre tentando usurpar o trono de Atlântida (que pertence a Aquaman), sendo essa sua grande obsessão. Na série Vingança do Submundo de 1995, Mestre do Oceano fez um pacto com o demônio Neron (assim como vários outros vilões do universo DC), ganhado um tridente capaz de lançar energia e lhe garantido alguns poderes mágicos, entretanto ele ganhou uma fraqueza – quanto mais longe ele estivesse de seu tridente, mais dor ele sentia, ao ponto da dor se tornar insuportável. Com o reboot, seus poderes mágicos desapareceram. Em “Aquaman: Time and Tide” de 1991, trechos de seu passado foram revelados, Mestre do Oceano nasceu e passou sua juventude numa tribo de esquimós no Alasca, ele era apaixonado por uma garota chamada Kako, porém coincidentemente a mesma moça, acabou se envolvendo com seu irmão Aquaman, que estava de passagem à procura de seu pai adotivo (Tom Curry), que havia desaparecido misteriosamente. Por conta disso, ele espancou a garota que acabou ficando de cama entre a vida e a morte. Mestre do Oceano apareceu diversas vezes em outros quadrinhos, principalmente em quadrinhos da Liga da Justiça, sendo membro da Gangue da Injustiça e da Sociedade Secreta de Supervilões
- Arraia Negra:

Arraia Negra (Black Manta, em inglês) é um vilão fictício da DC Comics e um dos principais inimigos do Aquaman, sendo o mais famoso deles. Diferente de Aquaman que é um atlante, sendo adaptado ao ambiente aquático e possuindo força física muito superior ao dos humanos, Arraia Negra é um humano comum, porém ele compensa tudo com um equipamento de mergulho de alta tecnologia, que além de lhe garantir suprimento de ar, ainda amplia sua força física, colocando-o quase no mesmo nível de Aquaman.
- Rei Morto:

O rei inoperante foi uma vez Atlan, o maior rei da Atlântida . Ele foi traído por seu irmão Orin e pelo seu povo. Eles mataram sua esposa e filhos, ele e seus leais foram caçados. Naquele tempo, ele forjou os seis artefatos da Atlântida com seu conhecimento arcano. Ele voltou anos depois e sem soltar uma única palavra matou seu irmão e sua rainha e, enquanto Atlantis estava mergulhada em uma guerra civil, ele finalmente falou depois de anos de silêncio: "Deixe tudo ... morrer" e usar sua grande força afundou o grande nação, ele passou seu edifício vitalício.
- Corum Rath:

Corum Rath é o líder do The Deluge, um terrorista xenófobo e tradicionalista Atlântico que tenta atacar Boston, mas é detido por Aquaman. O Dilúvio recruta do Ninth Tride ou da "Nona Casa" da Atlântida. Mais tarde, ele é visto como um prisioneiro na Atlântida, onde nega qualquer envolvimento com o ataque ao USS Ponchartrain.
- Afogamento:

Nascido na Terra -11 , Bryce Wayne tornou-se um lutador do crime que foi envolvido romanticamente com Sylvester Kyle antes de ser morto por metahumanos desonesto . Em retaliação pela morte de seu amante, ela cometeu a matar de forma sistemática todos os meta-humanos para vingá-lo. Dezoito meses depois, depois de matar o último ser superpotente em terra, Aquawoman voltou do exílio auto-imposto e alegou que estava em paz. Bryce viu o tratado fingido apresentado por Aquawoman of Atlantis como um engano para perseguir sua própria agenda, sendo incapaz de confiar em alguém, exceto para si mesma e seus instintos. Tendo sido comprovado quando a paz fala entre a superfície e a Atlântidaentrou em violência, as negociações mudaram para o conflito aberto. Bryce se juntou à superfície, lutando e ganhando contra uma investida de atlantes liderados pelo monarca invasor e depois matando Aquawoman com seu próprio tridente. No entanto, essa vitória teve um custo íngreme. Em retaliação, os atlantes afugentaram a cidade de Gotham e provavelmente uma grande parte do mundo sob as ondas pela morte de sua rainha. Para ganhar sua guerra desesperada, Bryce realizou procedimentos cirúrgicos e genéticos sobre si mesma, imbuindo sua forma humana com amplos aumentos bioquímicos, como a capacidade de respirar debaixo d'água, curar mais rapidamente e reforçar a densidade muscular, esquelética e corporal, juntamente com a capacidade de realizar um tipo de hidroquinese escura que poderia corromper e converter aqueles que lutam contra ela em animais do mar voraz sob seu comando. Ela também projetou seu próprio exército de criaturas marinhas hibridizadas, chamado " Dead Water ". Suas habilidades foram reforçadas pelo Trident do adversário, e com isso conseguiu conquistar a Atlântida e afogar o resto do mundo. Pouco antes de o mundo dela começar a morrer, Bryce percebeu que o sinal do bastão de repente ficou escuro e foi investigar. Ela foi abordada pelo The Batman Who Laughs quando ela chegou lá, e ele contou a ela a história de como e por que sua cidade e seu mundo estavam tão quebrados e desalinhados. Ele contou histórias sobre um Multiverse sentado acima do escuro, aninhado abaixo dele. Ouvindo sobre como foi a iteração perfeita de seu mundo ideal e que ela e ela foram geradas por seus pesadelos, Bryce se juntou aos Cavaleiros das Trevas de Barbatos, assumindo o apelido de The Drowned .
- Tritão:

Triton é um dos olímpicos adorados como deuses pelos povos da Grécia antiga. O filho de Poseidon , Triton reivindicou os mares como seu território divino. Embora compartilhou um aspecto do poder de seu pai, ele não compartilhou o temperamento de Poseidon. Ele ficou particularmente enfurecido quando se tornou conhecido que as pessoas da Atlântida tinham mais medo de seu monarca Orindo que de Triton. Isso levou Triton a desafiar Aquaman no combate individual. Em conformidade com as regras da sua estação, Triton foi obrigado a informar Aquaman que ele só poderia ser derrotado pela ausência de fé em seu poder divino. Isso não impediu Aquaman de combater o dente e a unha de Triton e empalar sua forma física em uma pedra afiada. Após a morte da concha física de Triton, seu pai Poseidon apareceu e coletou sua essência. Porque ele sentiu que nenhum ser mortal jamais devia testemunhar a humilhação de um deus, ele atacou Aquaman cego.
- Charybdis:

Charybdis conspirou com sua esposa criada, Scylla para matar Aquaman (Seu verdadeiro parceiro, Scylla, supostamente morreu em uma explosão de bomba), dando-lhes nomes de códigos. Ao fazê-lo, ele usou seus poderes meta-humanos para tornar a habilidade de Aquaman falar com peixes, inútil. Ele então coloca a mão esquerda em uma piscina infestada de Piranha. Aquaman escapa de seu esconderijo. Mais tarde, ele usou uma máquina para tomar os poderes de Aquaman. Charybdis mudou seu nome para Pirahna-Man após a transfiguração. O resultado deixou sua sanidade sob controle e as habilidades da comunicação de peixes de Aquaman. Em Crise infinita, Pirahna-Man tornou-se membro da The Society, usando o nome Charybdis novamente.

## Outras versões
- Terra 2: Em meados da década de 1960, após a criação do multiverso da DC Comics,[57] o Aquaman da Era de Ouro ficou conhecido como o Aquaman da "Terra 2", e o Aquaman da Era Moderna tornou-se o Aquaman da Terra 1. Nos quadrinhos dos dias de hoje, o Aquaman original só apareceu na All-Star Squadron #59-60 (julho-agosto de 1986), pouco antes de o personagem ter sido eliminado retroativamente da existência através do evento crossover Crise nas Infinitas Terras[58].
- Aquaduck: Uma versão animalesca cômica publicada pela DC e membro da Just'a Lotta Animais, aparecendo primeiro em 1983.[59]
- Ceetka: o Deva da Água e um reflexo de Deus. Ele vela sobre os mares e seu reino na história de Elseworlds da Supergirl: Wings.
- Arthur Curry aparece em 1997 no one-shot Green Lantern do selo Tangent Comics onde é revelado como filho do piloto Capitão Bumerangue e membro da esquadrilha Bumerangue.
- Barracuda: Versão do Sindicato do Crime da Amérika de Aquaman. Última vez visto liderando os exércitos de Atlântida contra o mundo da superfície, na Flórida.
- No tie-in da Contagem Regressiva A Busca por Ray Palmer: Superwoman/Batwoman, uma versão feminina do Aquaman é mostrada a permanecer na Terra 11. Esta versão é chamada de "Anne", que é fisicamente semelhante a Joseph Curry, e comanda o exército de Atlântida. A Aquawoman da Terra-11, como foi chamada após uma rápida revisão, aparece também em The Multiversity #1 (2014) como uma das heroínas do Multiverso que se uniram para salvá-lo da destruição.
- No pastiche da Liga da Justiça da Marvel Comics, Esquadrão Supremo, a versão de Aquaman é Anfíbio, um homem mutante chamado Kingsley Rice, cujo corpo se adapta ao mar por cada vez mais de peixe a cada profundidade maior. Na renovação do Poder Supremo por J. Michael Straczynski, a personagem Anfíbio é do sexo feminino, muda e obviamente não-humana, com pele azul, barbatanas, espinhas e nenhum cabelo.
- Na Liga da Justiça e Vingadores, Aquaman faz parte da Liga da Justiça. Ele mostra sua atitude real várias vezes, especialmente quando ele vê o jeito que o Dr. Destino força seus súditos a adorá-lo. Ele participa da caça ao tesouro contra os Vingadores, mas a busca é em vão quando o vilão Krona ataca e mortalmente fere tanto o Grão-Mestre e Galactus, obrigando o Grão-Mestre a fundir os dois mundos para deter Krona. Quando Capitão América e Superman, que ambos sentem as mudanças no universo mesclado, atacam um ao outro, Aquaman é encontrado pelo Vingador Visão, e os dois se juntam para descobrir o que há de errado com o mundo. Os dois são emboscados por vilões, mas são resgatados por um grupo de membros da Liga e dos Vingadores. Mais tarde, ele vê sua própria mão ser devorada, quando Grão-Mestre mostra as duas equipes as verdadeiras realidades. Ele concorda em lutar com Krona, e ainda empresta um de seus navios atlantes para a batalha. Ele mostra seu imenso controle psíquico sobre a vida marinha, quando ele sozinho desliga a mente dos soldados atlantes sob o controle de Attuma. Ele permanece na batalha até o fim e é um dos últimos remanescentes da Liga antes da fortaleza de Krona desabar e os universos se separarem.
- Em Batman: Os Bravos e os Destemidos, Aquaman é visto como um tipo barulhento e grosseiro de companheiro, ansioso para narrar contos de suas "aventuras" submarinas; sua expressão favorita é "Ultrajante"! Quando acompanha o Átomo em Viagem ao Centro do Morcego!, ele logo irrita seu companheiro com esses maneirismos.
- Na linha do tempo alternativa mostrada na saga "Flashpoint" de 2011, Aquaman é trazido de volta à Atlântida ainda adolescente, devido à morte de seu pai. Como consequência, o jovem Arthur não conheceu a compaixão nem a bondade do seu pai, que foi morto pelos Atlantes enviados para resgatá-lo para as águas.[15] No presente, Aquaman e toda a Atlântida estão em guerra contra a Mulher-Maravilha e as Amazonas,[60] iniciada depois que a mãe de Diana, Hipólita foi morta no dia do casamento do Aquaman e Diana. Como retribuição, a Mulher-Maravilha mata mais tarde Mera que aparentemente casou-se com Aquaman.[61] A morte de Hipólita foi revelada como uma casualidade da guerra, já que o verdadeiro alvo era a Mulher-Maravilha. Aquaman inunda a Europa Ocidental ao fundo do mar, matando 60 milhões de pessoas e planeja fazer o mesmo com a Inglaterra.[62] No presente, Aquaman designa Sereia e o Mestre do Oceano para assassinar Terra em Nova Themyscira. A missão acaba falindo e Sereia é morta pela tia de Diana, Penthesleia. As Fúrias Amazonas atacam as linhas reforçadas pela liderança do Aquaman, quando são confrontados em batalhas pela líder, Mulher-Maravilha.[15] Durante a luta, Mulher-Maravilha revela que ambos foram enganados pelo Mestre dos Oceanos e Penthesileia, que são os verdadeiros responsáveis pela guerra entre os Atlantes e as Amazonas.[63] Esta versão do Aquaman também é mostrada em Convergence: Justice League #1.

## Edições colecionadas

### Originais
| Título                                            | Material coletado | Lançamento                     | Páginas | ISBN                                    | Ref.          |
| ------------------------------------------------- | --- | ------------------------------ | ------- | --------------------------------------- | ------------- |
| Aquaman Archives, Vol. 1                          | Adventure Comics #260–280, 282 e Showcase #30–31 | Janeiro de 2004                | 224     | ISBN 1-5638-9943-4                      | [ 64 ]        |
| Showcase Presents: Aquaman, Vol. 1                | Adventure Comics 260–280, 282, 284; Aquaman [primeira série] 1–6; Superman's Girl Friend, Lois Lane 12; Showcase 30–33; Detective Comics 293–300; Superman's Pal Jimmy Olsen 55; World's Finest Comics 125–129 | Fevereiro de 2007              | 544     | ISBN 1-4012-1223-9                      | [ 65 ]        |
| Showcase Presents: Aquaman, Vol. 2                | Aquaman [primeira série] 7–23; World's Finest 130–133, 135, 137, 139; The Brave and the Bold 51 | Janeiro de 2008                | 544     | ISBN 978-1401217129                     | [ 66 ]        |
| Showcase Presents: Aquaman, Vol. 3                | Aquaman [primeira série] 24–39; The Brave and the Bold 73; Superman's Pal Jimmy Olsen 115 | Fevereiro de 2009              | 448     | ISBN 978-1401221812                     | [ 67 ]        |
| Aquaman: Death of a Prince                        | Adventure Comics 435–437, 441–455; Aquaman [primeira série] 57–63 | Junho de 2011                  | 336     | ISBN 978-1401231132                     | [ 68 ]        |
| Aquaman: Time and Tide                            | Aquaman: Time and Tide 1–4 [segunda série] | Março de 2003                  | 88      | ISBN 1-5638-9259-6                      | [ 69 ]        |
| Aquaman: The Legend of Aquaman                    | Aquaman [terceira série] 1–5 (1989) e Aquaman Special 1 (1989) | Março de 2018                  | 176     | ISBN 978-1401277932                     | [ 70 ]        |
| Aquaman: The Waterbearer                          | Aquaman [sexta série] 1–4 e Aquaman Secret Files | Novembro de 2003               | 119     | ISBN 1-4012-0088-5                      | [ 71 ]        |
| Aquaman: Sub Diego                                | Aquaman [sexta série] 15–22 | Julho de 2015                  | 192     | ISBN 978-1401255107                     | [ 72 ]        |
| Aquaman: To Serve and Protect (Sub Diego, Vol. 2) | Aquaman [sexta série] 23–31 | Julho de 2016                  | 224     | ISBN 978-1401263829                     | [ 73 ]        |
| Aquaman: Kingdom Lost                             | Aquaman [sexta série] 32–39 | Julho de 2017                  | 200     | ISBN 978-1401271299                     | [ 74 ]        |
| Aquaman: Sword of Atlantis                        | Aquaman: Sword of Atlantis 40–45 | Novembro de 2006               | 114     | ISBN 1-4012-1145-3                      | [ 75 ]        |
| Os Novos 52                                       | |                                |         |                                         |               |
| Vol. 1: The Trench                                | Aquaman [sétima série] 1–6 | Setembro de 2012 Maio de 2013  | 144     | ISBN 978-1401235512 ISBN 978-1401237103 | [ 76 ] [ 77 ] |
| Vol. 2: The Others                                | Aquaman [sétima série] 7–13 | Maio de 2013 Novembro de 2013  | 160     | ISBN 978-1401240165 ISBN 978-1401242954 | [ 78 ] [ 79 ] |
| Vol. 3: Throne of Atlantis                        | Aquaman [sétima série] 0, 14–16; Justice League [segunda série] 15–17 | Novembro de 2013 Maio de 2014  | 176     | ISBN 978-1401243098 ISBN 978-1401246952 | [ 80 ] [ 81 ] |
| Vol. 4: Death of a King                           | Aquaman [sétima série] 17–19, 21–25 | Maio de 2014 Novembro de 2014  | 192     | ISBN 978-1401246969 ISBN 978-1401249953 | [ 82 ] [ 83 ] |
| Vol. 5: Sea of Storms                             | Aquaman [sétima série] 26–31, Aquaman Annual 2, Swamp Thing [quinta série] 32 | Novembro de 2014 Julho de 2015 | 208     | ISBN 978-1401250393 ISBN 978-1401254407 | [ 84 ] [ 85 ] |
| Vol. 6: Maelstrom                                 | Aquaman [sétima série] 32–40, histórias da Secret Origins [terceira série] 2, 5 | Julho de 2015 Março de 2016    | 240     | ISBN 978-1401254414 ISBN 978-1401260965 | [ 86 ] [ 87 ] |
| Vol. 7: Exiled                                    | Aquaman [sétima série] 41–47 | Abril de 2016 Outubro de 2016  | 200     | ISBN 978-1401260989 ISBN 978-1401264741 | [ 88 ] [ 89 ] |
| Vol. 8: Out of Darkness                           | Aquaman [sétima série] 48–52, Aquaman: Rebirth 1 | Novembro de 2016 Março de 2017 | 144     | ISBN 978-1401264758 ISBN 978-1401268749 | [ 90 ] [ 91 ] |
| Aquaman e os Outros — Os Novos 52                 | |                                |         |                                         |               |
| Vol. 1: Legacy of Gold                            | Aquaman [sétima série] 20, Aquaman Annual 1 e Aquaman and the Others 1–5 | Janeiro de 2015                | 176     | ISBN 978-1401250386                     | [ 92 ]        |
| Vol. 2: Alignment Earth                           | Aquaman and the Others 6–11, Aquaman: Futures End 1 e Aquaman and the Others: Futures End 1. | Junho de 2015                  | 176     | ISBN 978-1401253318                     | [ 93 ]        |
| Renascimento                                      | |                                |         |                                         |               |
| Vol. 1: The Drowning                              | Aquaman: Rebirth #1 e Aquaman [oitava série] 1–6 | Janeiro de 2017                | 176     | ISBN 978-1401267827                     | [ 94 ]        |
| Vol. 2: Black Manta Rising                        | Aquaman [oitava série] 7–15 | Abril de 2017                  | 216     | ISBN 978-1401272272                     | [ 95 ]        |
| Vol. 3: Crown of Atlantis                         | Aquaman [oitava série] 16–24 | Agosto de 2017                 | 216     | ISBN 978-1401271497                     | [ 96 ]        |
| Vol. 4: Underworld                                | Aquaman [oitava série] 25–30 | Janeiro de 2018                | 152     | ISBN 978-1401275426                     | [ 97 ]        |
| Vol. 5: The Crown Comes Down                      | Aquaman [oitava série] 31–33 e Annual 1. | Julho de 2018                  | 128     | ISBN 978-1401280697                     | [ 98 ]        |

### Publicados no Brasil
| Título                                | Histórias originais coletadas                                     | Datas de publicação | Páginas     | ISBN                | Ref.        |
| Os Novos 52                           | Os Novos 52                                                       | Os Novos 52         | Os Novos 52 | Os Novos 52         | Os Novos 52 |
| ------------------------------------- | ----------------------------------------------------------------- | ------------------- | ----------- | ------------------- | ----------- |
| Aquaman: As Profundezas               | Aquaman [sétima série] 1–6                                        | Maio de 2015        | 148         | ISBN 978-8583680901 |             |
| Aquaman: Os Outros                    | Aquaman [sétima série] 7–13                                       | Novembro de 2016    | 164         | ISBN 978-8583681861 |             |
| Liga da Justiça: O Trono de Atlântida | Aquaman [sétima série]14–16; Justice League [segunda série] 15–17 | Novembro de 2016    | 276         | ISBN 978-8583681755 |             |
| Aquaman: A Morte de Um Rei            | Aquaman [sétima série] 17–19, 21–25                               | Abril de 2017       | 200         | ISBN 978-8583682158 |             |
| Renascimento                          |                                                                   |                     |             |                     |             |
| Volume 1 – Onda de Destruição         | Aquaman: Rebirth 1, Aquaman [oitava série] 1–6                    | Junho de 2017       | 164         | EAN: 7897653528691  | [ 99 ]      |
| Volume 2 – Mal Profundo               | Aquaman [oitava série] 7–12                                       | Setembro de 2017    | 140         | EAN: 7897653528691  | [ 100 ]     |
| Volume 3 – Guerra e Paz               | Aquaman [oitava série] 13–18                                      | Dezembro de 2017    | 164         | EAN: 7897653528691  | [ 101 ]     |
| Volume 4 – A Coroa em Jogo            | Aquaman [oitava série] 19–24                                      | Abril de 2018       | 140         | ISBN 978-8542610642 | [ 102 ]     |
| Volume 5 – O Rei Está... Morto?       | Aquaman [oitava série] 25–30                                      | Outubro de 2018     | 148         | ISBN 9788542613773  |             |
| Volume 6 – Derrubem a Coroa!          | Aquaman [oitava série] 31–33 + Annual 1                           | Janeiro de 2019     | 116         | ISBN 9788542615937  |             |
| Volume 7 – Abaixo Corum Rath!         | Aquaman [oitava série] 34–38                                      | Abril de 2019       | 116         | ISBN 9788542619577  |             |
| Nova Fase                             |                                                                   |                     |             |                     |             |
| Volume 1 (8) – Náufrago               | Aquaman [oitava série] 43–47                                      | Outubro de 2019     | 128         | ISBN 9788542625417  |             |

## Em outras mídias

### Filme

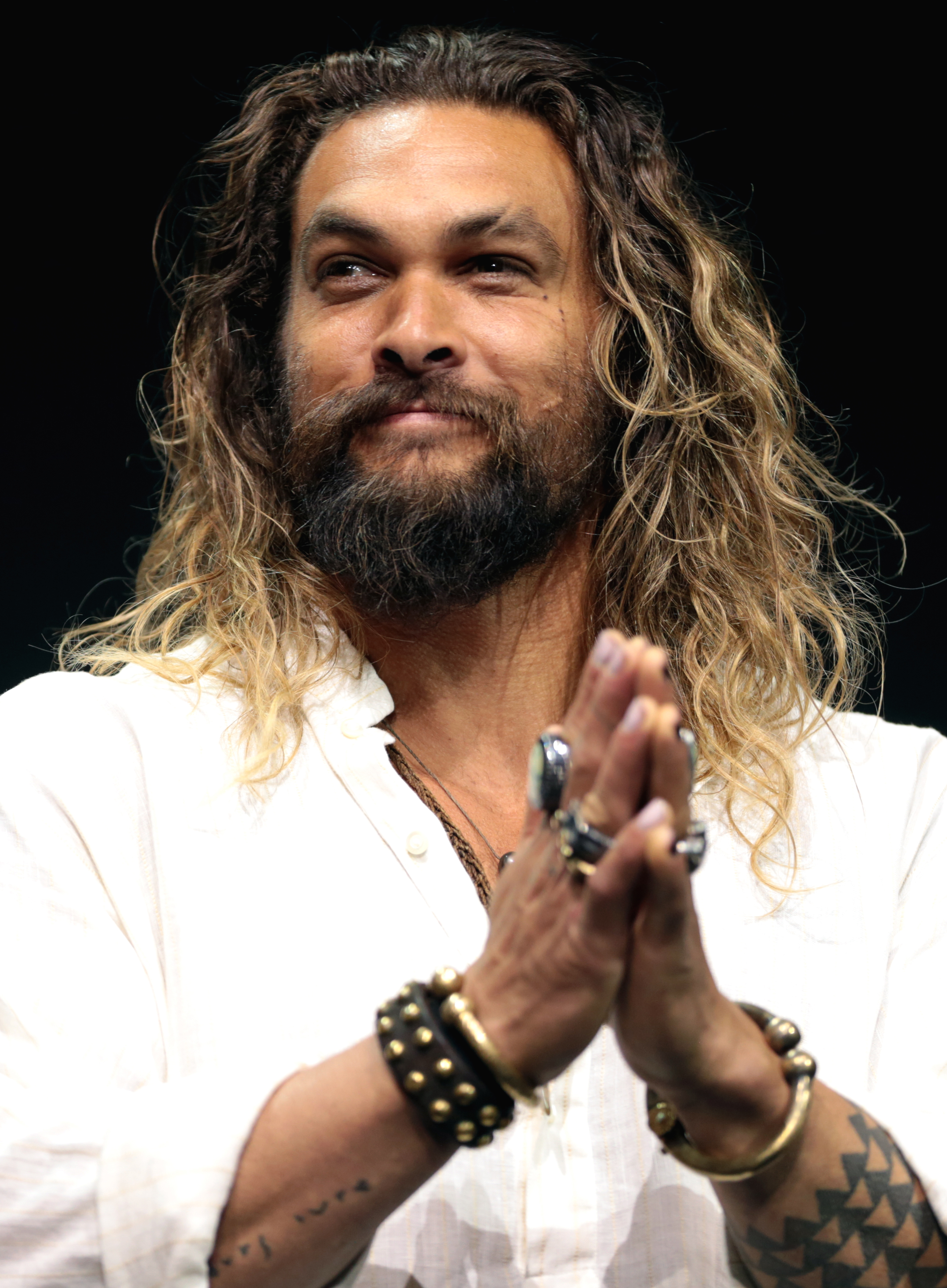
Jason Momoa foi escolhido para interpretar o Aquaman no cinema.

- Aquaman faz uma ponta no filme Batman vs Superman: A Origem da Justiça, sendo interpretado pelo ator havaiano Jason Momoa. Quando Diana Price acessa os arquivos de Lex Luthor sobre meta humanos encontra uma filmagem de uma câmera submarina catalogando um navio naufragado. Uma câmera mais próxima foca em uma abertura no casco do navio, de onde podemos ver uma silhueta com olhos brilhantes. Aquaman aparece e quebra a câmera com seu tridente enquanto a outra câmera grava o momento em que o herói nada em alta velocidade.
- No filme Esquadrão Suicida tem uma cena pós- créditos onde Amanda Waller entrega ao Batman arquivos sobre o Flash e o Aquaman.
- Jason Momoa também interpretará o herói no filme Liga da Justiça, bem como na continuação. No trailer ele é mostrado como mais poderoso e ameaçador que suas outras versões, sendo comparado ao Wolverine por James Wan. O trailer começa com o Batman em um lugar desconhecido procurando por Aquaman e diz que ele sempre aparece por lá no inverno, levando peixe para as pessoas famintas.
- O herói da DC Comics também terá um filme solo intitulado Aquaman que será lançado em 2018. Dirigido por James Wan[103] e escrito por Will Beall. A produção esta encarregada por Geoff Johns e Jon Berg, com os estúdios DC Entertainment e Warner Bros., distribuído pela Warner Bros. Pictures. Mais uma vez Jason Momoa assume o papel principal, o elenco também inclui Amber Heard e Willem Dafoe. O filme terá como vilões Arraia Negra (interpretado por Yahya Abdul-Mateen II) e Mestre do Oceano (interpretado por Patrick Wilson).

### Animações
- Aquaman tem aparecido em vários desenhos, tais como The Superman/Aquaman Hour of Adventure, Superamigos e Liga da Justiça.
- Uma versão live-action apareceu na série de TV Smallville. Também foi planejado para ele ser apresentado em sua própria série, de Alfred Gough e Miles Millar, os criadores de Smallville, mas apenas um episódio piloto foi criado.
- Um filme fictício do Aquaman desempenhou um papel central na segunda temporada e parte da terceira temporada em Entourage, da HBO.
- Em 2003, o Cartoon Network América Latina pôs no ar a série paródica The Aquaman & Friends Action Hour, estrelado por Aquaman como um apresentador de programa infantil facilmente irritado e a Legião da Perdição como os vilões falidos.
- No desenho animado Bob Esponja, Aquaman é satirizado como Homem Sereia (Mermaid Man), um super-herói idoso.
- Aquaman também tem sido referenciado em vários episódios de The Big Bang Theory, assim como o Flash.
- Aquaman também é destaque na canção Aquaman's Lament de Mark Aaron James, do álbum Just a Satel-lite.